# Атал (диадох)
Вижте пояснителната страница за други личности с името Атал.
Атал (на старогръцки: Άτταλος) е македонски пълководец по времето на Филип II.
Атал е един от най-важните пълководци на цар Филип II. Той е женен за дъщеря на Парменион – друг важен пълководец на македонския двор. Атал има много вражески отношения с престолонаследника Александър. Той се съмнява открито в неговата легитимност като наследник на македонския трон и затова Филип изпраща сина си за шест месеца в изгнание.
В 337 г. пр. Хр. неговата племенница Клеопатра Евридика става съпруга на вече 45-годишния Филип II. По време на сватбата Александър Велики се скарва с баща си и напуска двореца с майка си Олимпиада и се настаняват при нейния брат Александър от Епир.
При убийството на Филип той се намира с част от македонската войска в Мала Азия, за да подготвя там един заплануван поход. Командването той си дели с неговия тъст Парменион, който знае за лошото му отношение с новия цар Александър и за да покаже своята лоялност към него нарежда да убият зет му Атал.